# (8545) McGee
(8545) McGee est un astéroïde de la ceinture principale.

## Description
(8545) McGee est un astéroïde de la ceinture principale. Il fut découvert le 2 janvier 1994 à Stakenbridge par Brian G. W. Manning. Il présente une orbite caractérisée par un demi-grand axe de 2,35 UA, une excentricité de 0,12 et une inclinaison de 5,9° par rapport à l'écliptique.

## Compléments